# Arlés
Arlés o Arles (en francés: Arles; en occitano: Arle) es una ciudad del sur de Francia, en el departamento de Bocas del Ródano, del cual es una subprefectura, en la antigua provincia francesa de Provenza en la Región de Provenza-Alpes-Costa Azul. En 2015 contaba con una población censada de 52 886 personas. Arlés es una de las Villes et pays d'art et d'histoire.

## Geografía
El río Ródano (Rhône en francés, Ròse en occitano) se divide en dos brazos en Arlés, formando un delta en la región de la Camarga. Debido a que la Camarga está administrada por Arlés, esta última se convierte en una de las comunas más grandes de Francia en extensión, aunque su población sólo constaba de 52 197 habitantes en el año 2007. El área total de su territorio es de 758,93 km², siete veces más grande que el de París.

## Historia
Arlés fue una de las primeras colonias romanas fuera de la península itálica, aunque había sido fundada por los griegos, en el siglo VI a. C., con el nombre de Theline.

### Arlés romana

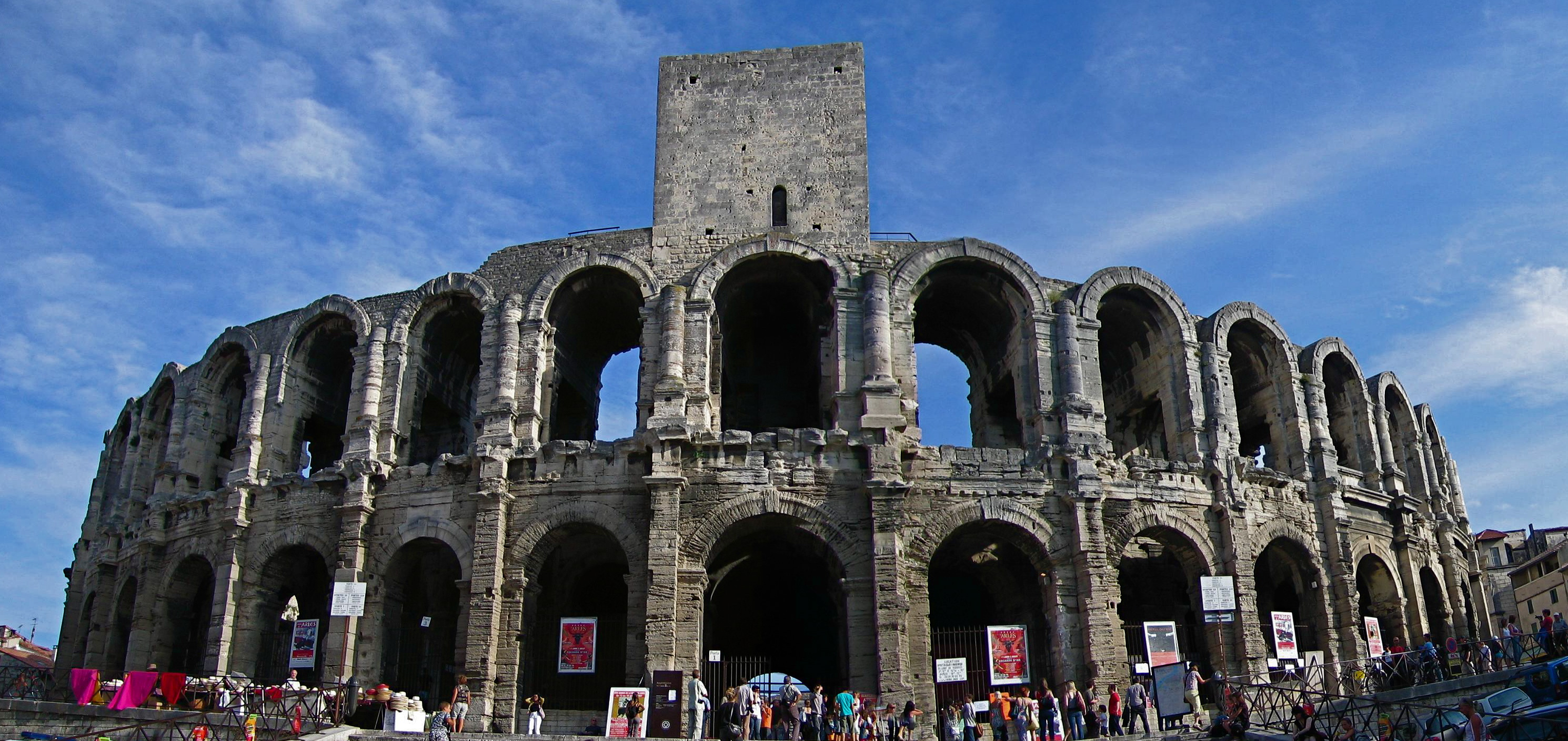
El anfiteatro romano de Arlés

Arlés es una ciudad antigua, fundada por los griegos en el siglo VI a. C. bajo el nombre de Theline. Fue conquistada por los celtas saluvios en el 535 a. C., los cuales le cambiaron el nombre por el de Arelate. Los antiguos romanos tomaron la ciudad en el 123 a. C. y la transformaron en una ciudad importante, con un canal que la conectaba con el mar Mediterráneo construido en el año 104 a. C. No obstante, trató de eludir la sombra de Massalia (Marsella) por la situación que esta última tenía, situada en la costa.
En el 40 a. C. tuvo la oportunidad de recibir el apoyo de Julio César cuando le prestó ayuda militar contra Pompeyo. Massalia cometió el error de apoyar a Pompeyo y cuando César salió victorioso, este le quitó las posesiones a Massalia y las transfirió a Arelate como recompensa. La ciudad se estableció formalmente como una colonia de veteranos de la legión romana VI Ferrata que estaba radicada allí. Su nombre completo era Colonia Ivlia Paterna Arelatensivm Sextanorvm, es decir "antigua colonia juliana de Arles de los soldados de la Sexta Legión."
La ciudad romana de Arelate era de gran importancia en la provincia Gallia Narbonensis. Constaba de un área de 99 acres (400 000 m²) y tenía varios monumentos arquitectónicos como el anfiteatro, el arco triunfal, el circo, el teatro romano y estaba circunvalada por murallas. Durante la antigüedad estaba situada más cerca del mar y servía como un puerto importante.
También tuvo (y aún tiene) el puente más al sur sobre el Ródano. De forma poco corriente, el puente romano no estaba fijado, sino que usaba el estilo de los puentes de barcos, con torres y puentes levadizos en los extremos. Los barcos estaban asegurados con áncoras. Este diseño poco usual se aplicó por las frecuentes y violentas inundaciones provocadas por el río, que habría terminado rápidamente con un puente convencional. No quedan restos de este puente romano, que ha sido remplazado por uno moderno.
La ciudad llegó a su máximo apogeo durante los siglos IV y V, cuando era frecuentemente usada como cuarteles para los emperadores romanos durante campañas militares. En tiempos de Flavio Honorio fue la sede de la prefectura de Galia que incluía también Hispania. Se transformó en la ciudad favorita del emperador Constantino el Grande, quién construyó baños termales en ella, de los cuales aún se mantienen restos importantes. Su hijo, Constantino II nació ahí. Constantino III (el usurpador) se declaró emperador del Occidente (407-411) e hizo de Arlés su capital en el 408.

### Arlés medieval
A partir del año 838, las irrupciones sarracenas en las costas mediterráneas del imperio carolingio provocaron la disrupción del comercio y la decadencia de las ciudades portuarias.
Arlés fue atacada por los sarracenos en 842 y 850. En esta situación la ciudad -con sus antiguas murallas- adquirió un carácter predominantemente militar, formando parte de una línea de fortificaciones que protegía toda la región. La carga que esto representó para la escasa actividad económica llevó a que la ciudad perdiera gran parte de su carácter municipal. Así, el final del siglo IX vio la desaparición de la ceca local. Pese a esta situación, en 912 Arlés recibió un privilegio que hacía referencia a los derechos aduaneros a percibir "de los griegos y de los otros comerciantes extranjeros".

### Arlés moderna

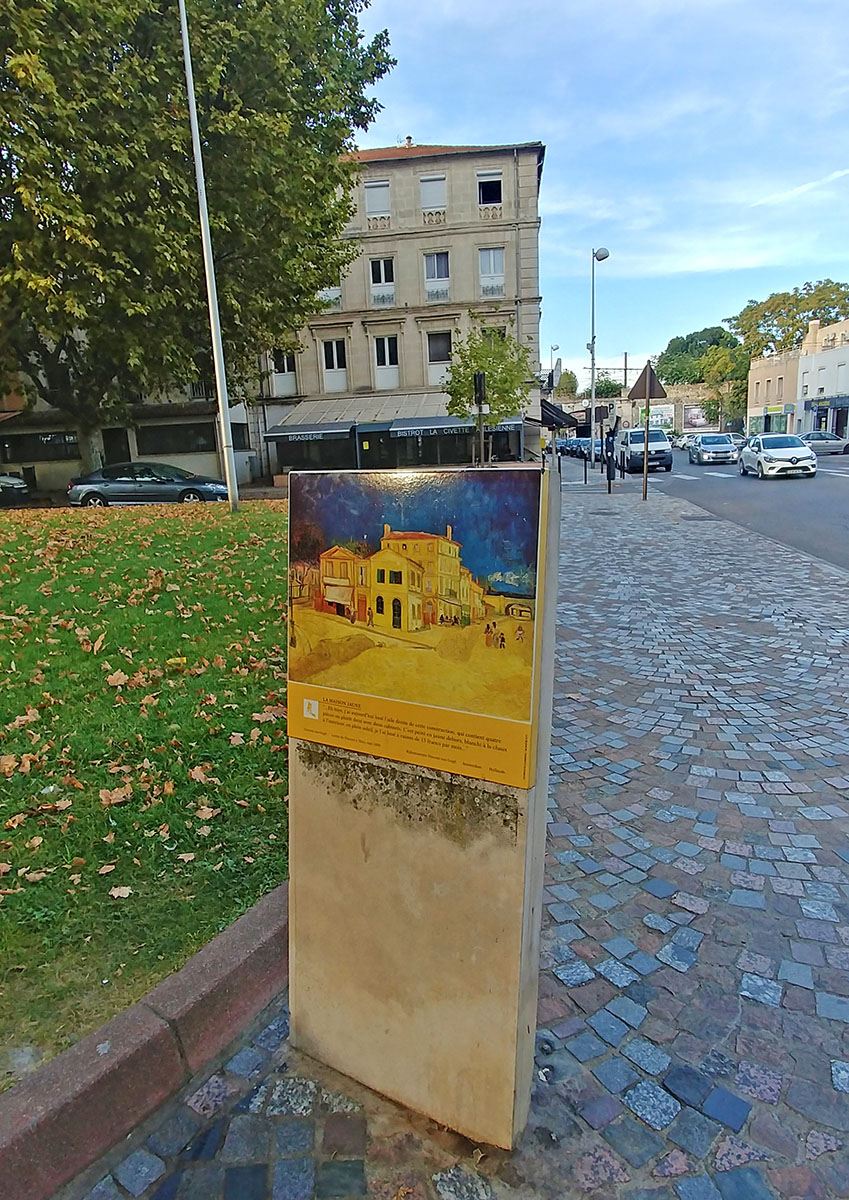
Ubicación en Arlés donde antiguamente estuvo la "casa amarilla" que pintó van Gogh en 1888.

Arlés siguió siendo importante por muchos años como un gran puerto del Ródano. En el siglo XIX con la llegada del ferrocarril, la mayor parte del comercio fluvial se vio afectada, causando el declive económico de la ciudad. La tranquilidad que esto produjo en la ciudad atrajo al pintor Vincent van Gogh quien llegó el 21 de febrero de 1888. Su fascinación por los paisajes provenzales produjo más de 300 pinturas y dibujos durante su estancia en la ciudad. Muchas de sus más famosas pinturas fueron hechas allí e incluyen Café de Noche, la Casa Amarilla, Noche Estrellada sobre el Ródano, y L'Arlesienne. Paul Gauguin visitó a Van Gogh en Arlés. No obstante, la salud mental de Van Gogh se deterioró y se convirtió en una persona muy excéntrica. No fue él quien se cortó la oreja, como muchos piensan, la mutilación fue producto de un malentendido con Gauguin, que acabaría marchándose de la Provenza (en parte por el miedo que le provocaron los trastornos del holandés). La disputa con Van Gogh sobre una nueva obra culminó con el desgraciado incidente en diciembre del año 1888. Los ciudadanos de Arlés emitieron por aquellas fechas una petición para que Van Gogh fuese internado en un asilo. En mayo de 1889 fue recluido en el asilo de Saint-Rémy-de-Provence.
En 2017 se rodó en las calles de Arlés una película sobre la vida de Van Gogh. Este fue interpretado por el actor estadounidense, Willem Dafoe. La película se estrenó en 2018.

## Demografía

### Evolución histórica
En torno al año 310, Arlés es una ciudad imperial y tiene una población de más de 10 000 habitantes. Un siglo más tarde, ya elevada a prefectura de las Galias, su población es de no menos de 40 000 habitantes. Esta cifra no será sobrepasada hasta la década de 1960. 
| 310                        | 420    | 1160   | 1200    | 1271   | 1319   | 1337   | 1438   | 1443          |
| -------------------------- | ------ | ------ | ------- | ------ | ------ | ------ | ------ | ------------- |
| 12 000                     | 40 000 | 8000   | 10 000  | 13 000 | 13 000 | 12 000 | 5000   | menos de 5000 |
| 1459                       | 1462   | 1550   | 1571    | 1636   | 1700   | 1709   | 1719   | 1721          |
| 5500                       | 5600   | 10 000 | 11 000· | 25 000 | 27 000 | 20 000 | 23 000 | 14 000        |
| Estimaciones antes de 1801 |        |        |         |        |        |        |        |               |

| 20 000 | 18 470 | 20 151 | 20 150 | 20 460 | 20 048 | 23 101 | 23 208 | 24 816 | 25 543 | 26 367 | 24 695 | 25 095 | 23 480 | 23 491 | 24 288 | 24 567 | 29 314 | 28 116 | 31 010 | 31 014 | 29 146 | 32 485 | 29 165 | 35 017 | 37 443 | 41 932 | 45 774 | 50 059 | 50 500 | 52 058 | 50 426 | 52 197 |
| Para los censos de 1962 a 1999 la población legal corresponde a la población sin duplicidades (Fuente: INSEE [Consultar]) |        |        |        |        |        |        |        |        |        |        |        |        |        |        |        |        |        |        |        |        |        |        |        |        |        |        |        |        |        |        |        |        |

## Economía
Arlés es el centro de una región agrícola, y productos agrícolas y domésticos, así como manufacturas textiles, se venden en el mercado callejero que tiene lugar cada sábado en el Boulevard des Lices.
En la región de la Camarga se encuentran importantes plantíos de arroz y también salinas.

## Lugares de interés

### Monumentos declarados Patrimonio de la Humanidad
Arlés tiene importantes restos de la época romana y románica, de los que ocho han sido clasificados como sitios Patrimonio de la Humanidad en 1981:
| Código  | Nombre                                                             | Coordenadas                                     |
| ------- | ------------------------------------------------------------------ | ----------------------------------------------- |
| 164-001 | Las arenas (anfiteatro romano)                                     | 43°40′39.5″N 4°37′50.5″E / 43.677639, 4.630694  |
| 164-002 | El teatro antiguo (teatro romano)                                  | 43°40′35.9″N 4°37′47″E / 43.676639, 4.62972     |
| 164-003 | Los criptopórticos (galerías subterráneas) y el foro (foro romano) | 43°40′36.4″N 4°37′34.7″E / 43.676778, 4.626306  |
| 164-004 | Las termas de Constantino (termas romanas)                         | 43°40′44.3″N 4°37′38.1″E / 43.678972, 4.627250  |
| 164-005 | Las murallas del castrum romano                                    | 43°40′N 4°37′E / 43.667, 4.617                  |
| 164-006 | Les Alyscamps (necrópolis romana)                                  | 43°40′21.4″N 4°38′2.4″E / 43.672611, 4.634000   |

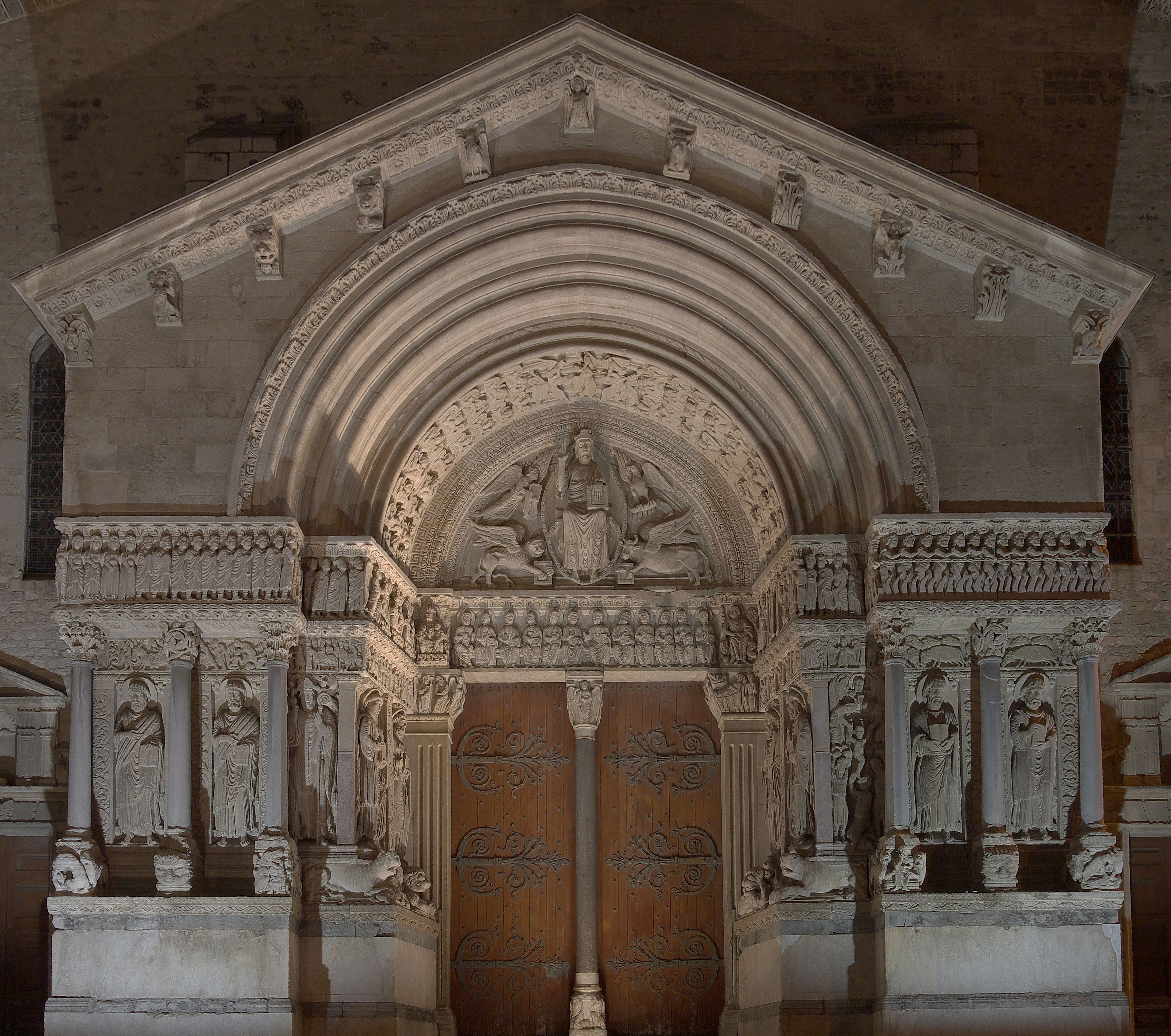
Pórtico de la iglesia de Saint-Trophime

| 164-007 | La iglesia de San Trófimo (iglesia románica)                       | 43°40′35.8″N 4°37′40.2″E / 43.676611, 4.627833. |
| 164-008 | El Muséon Arlaten (exedra romana)                                  | 43°40′35.2″N 4°37′32.7″E / 43.676444, 4.625750  |

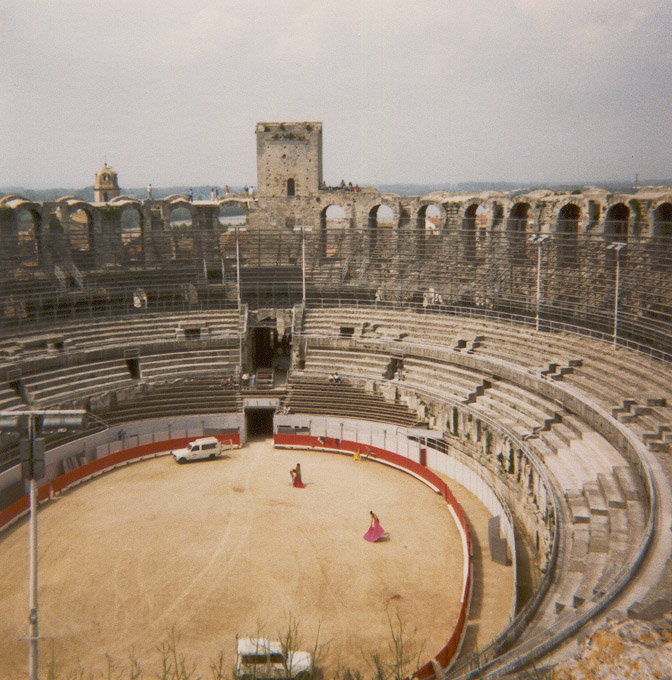
Anfiteatro romano de Arlés

- Las arenas de Arlés son un anfiteatro romano construido hacia 80-90, poco después del Coliseo de Roma del que toma las principales características. Incluye un sistema de evacuación por numerosos pasillos de acceso, una escena central de forma elíptico rodeada con gradas, con los soportales, aquí sobre dos niveles, a lo largo de un total de 136 metros. Este edificio acoge hoy en día manifestaciones esencialmente taurinas.
- El teatro antiguo de Arlés fue construido a finales del siglo I a. C., poco después de la fundación de la colonia romana. Comenzado hacia el año 40-30 a. C., se acabó el año 12 a. C.; el teatro se inscribe dentro de la cuadrícula romana, sobre el decumano y forma parte del plan de urbanismo de Augusto. Las primeras excavaciones de 1651 pusieron de manifiesto la famosa «Venus de Arles» (estatua en mármol, actualmente en el Louvre.

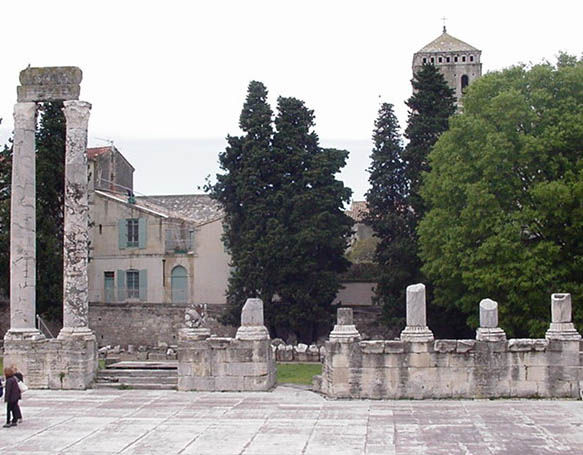
Ruinas del teatro romano

- Los criptopórticos de Arlés son construcciones subterráneas del foro romano, realizadas al mismo tiempo que este. El foro de Arlés es la primera gran realización urbana hacia los años 30-20 a. C. de la colonia romana fundada en el año 46 a. C. para agradecer a Arelate su apoyo a César.
- Las termas de Constantino se construyeron a principios del siglo IV sobre las orillas del Ródano cuando Constantino I residía en Arlés; durante mucho tiempo se interpretaron erróneamente como las ruinas de un palacio romano, en lugar de unas termas.
- Les Alyscamps, inicialmente, desde la época romana hasta la Edad Media, fue una necrópolis pagana que luego se hizo cristiana situada a la entrada sureste de la ciudad de Arlés sobre la vía Aurelia, esto es, fuera de la ciudad como la mayoría de las necrópolis romanas. Incluían numerosos sarcófagos de los cuales actualmente queda, tras los saqueos y los trabajos, poca cosa.

- La iglesia de San Trófimo (Église Saint-Trophime) es de estilo románico. Otros nombres con los que fue conocida es la catedral de Saint-Etienne; se encuentra en el barrio medieval de la ciudad y fue edificada entre el siglo XII y el XV. Tiene adjunto un claustro también medieval.
- El Muséon Arlaten se encuentra en el centro de la ciudad (rue de la République, 29) y contiene colecciones representativas de las artes y de la etnología así como de la historia de la región de Arlés. Fue fundado por Frédéric Mistral, después de recibir el Premio Nobel de Literatura en 1904.

### Otros lugares
- El Museo de Arlés y de Provenza Antiguas (Musée de l'Arles et de la Provence antiques), destacado museo de historia antigua, con una de las mejores colecciones de sarcófagos romanos que se encuentran fuera de Roma. Fue construido en 1995, en un edificio moderno concebido por el arquitecto Henri Ciriani, sobre la misma isla donde se encontraba el antiguo circo romano para albergar colecciones arqueológicas especialmente ricas de la ciudad[19] Contiene numerosos sarcófagos, en particular la segunda colección de Sarcófagos paleocristianos después de la de los museos del Vaticano.
- El circo romano de Arlés es el edificio romano más vasto de la ciudad; fue edificado a partir del año 149, bajo los Antoninos para las carreras de carros. Hoy sólo siguen viéndose, bajo el museo, los restos de la construcción subterránea de la cavea (gradas) y del exterior del sphendonè, extremo redondeado del circo. Su decoración más famosa, el obelisco de la spina, se instaló en el siglo XVII sobre la plaza Real de la ciudad (la actual plaza de la República).

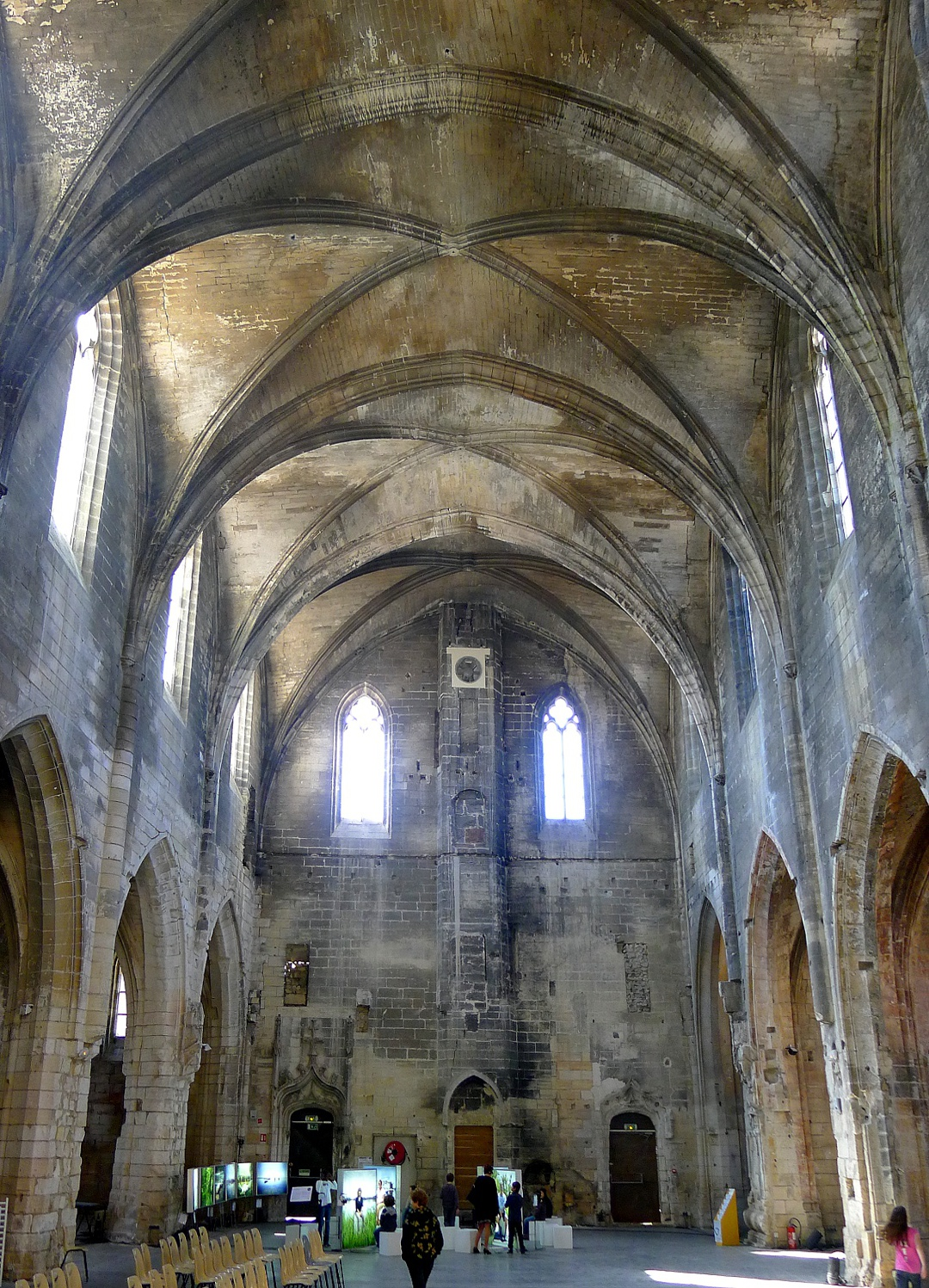
Interior de la iglesia de los Dominicos

Las campañas de excavaciones arqueológicas subacuáticas llevadas a cabo en el Ródano por el DRASSM bajo la dirección de Luc Long, permitieron recuperar en 2007 un busto en mármol que podría ser de Julio César. En el año 2010, se inauguró la exposición de "César, el Ródano para la Memoria", veinte años de excavaciones subacuáticas en el río, que ha tenido un éxito sin precedentes en la historia del museo, con más de 200 000 visitantes en los primeros ocho meses. La exposición combinó la riqueza de los materiales descubiertos, con casi 700 piezas que reflejaban como era la vida del puerto antiguo de Arelate, con los mismos procesos de excavación arqueológica subacuática, como por ejemplo los realizados en la nave galorromana de Arles-Rhone 3 y que se revelaron como de un gran atractivo para el público, lo que dio como resultado que la exposición se prorrogase hasta el 2 de enero de 2011 con el retrato de César convertido en un nuevo icono.
El Ródano es el elemento omnipresente y eje guía de esta exposición, en cuyas aguas turbulentas el visitante es conducido al descubrimiento de los objetos. Ánforas, balanzas y otros bienes de comercio son la prueba de que la antigua Arelate tuvo un gran papel en los intercambios entre el Mediterráneo y la Europa central, por la vía fluvial del Ródano.

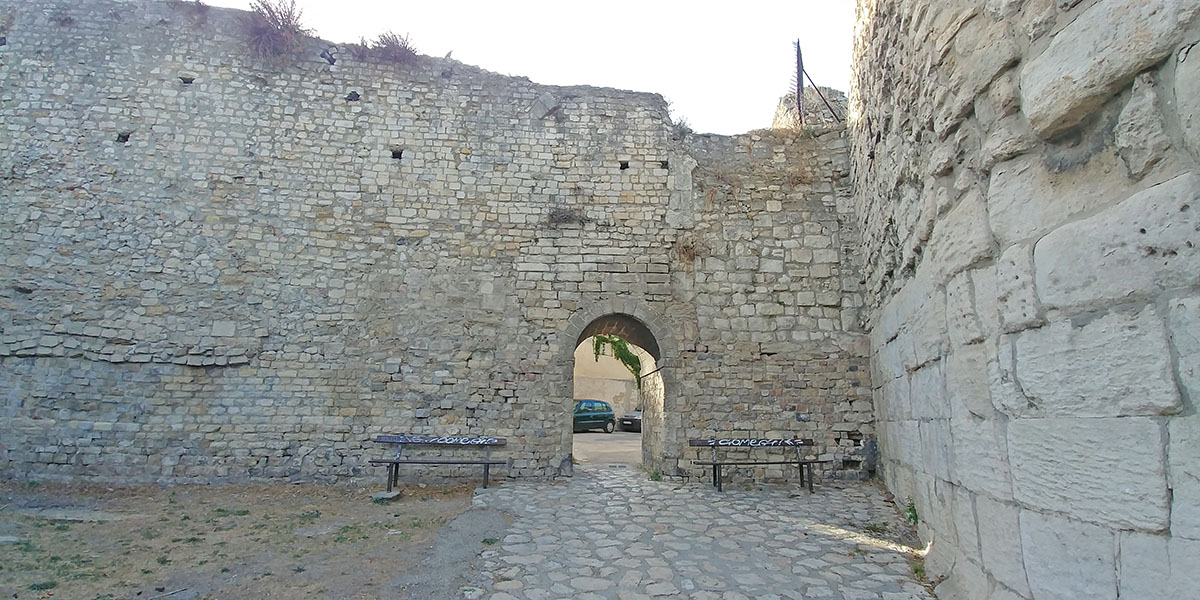
Puerta de Augusto en Arlés

De época romana quedan, además, la puerta de Augusto, llamada también Porte de la Redoute y restos del puente romano, ambos del siglo I.
De la Edad Media es el palacio llamado Palais des Podestats (siglo XIII) y la torre conocida como Tour de l’Ecorchoir, también llamada tour de la Boucherie o tour du Leonet (1372). También de finales de la Edad Media, de los últimos años del siglo XV, es la iglesia de los Dominicos, ejemplo del gótico meridional.

## Miscelánea
Los arlesianos son famosos por sus llamativos trajes regionales, que usan en ciertas fiestas.
Existe también, un festival de fotografía (Encuentros de Arlés) que se celebra en Arlés anualmente y la escuela nacional francesa de fotografía está ubicada en la ciudad al igual que la gran casa editorial Actes Sud.
Parte del filme Ronin fue filmado en Arlés.
La ciudad es citada por su nombre romano, Arelate, por Julio César en el álbum de Astérix «El regalo del César» (1974, guion de René Goscinny y dibujos de Albert Uderzo). 
Las corridas de toros se llevan a cabo en el anfiteatro romano, incluyendo corridas al estilo provenzal (courses camarguaises) en la cual no se mata el toro sino que un equipo de hombres atléticos tratan de quitarle la borla de los cuernos sin ser heridos por el toro. Durante la Pascua se llevan a cabo corridas españolas en la cual se mata el toro y que se precede de un encierro o corrida de toros por las calles.

## Ciudades hermanadas
Arlés es ciudad hermana de:
- York (Estados Unidos)
- Wisbech (Reino Unido)
- Fulda (Alemania)
- Verviers (Bélgica)
- Vercelli (Italia)
- Pskov (Rusia)
- Jerez de la Frontera (España)
- Sagné (Mauritania)
- Kalymnos (Grecia)
- Zhouzhuang (China)